# ابوذریه (جیرفت)
ابوذریه، روستایی از توابع بخش مرکزی شهرستان جیرفت در استان کرمان ایران است.

## جمعیت
این روستا در دهستان اسلام‌آباد (جیرفت) قرار دارد و براساس سرشماری مرکز آمار ایران در سال۱۳۹۲، جمعیت آن 700 نفر (۱۴۲خانوار) بوده‌است.